# Rhyzodiastes liratus
Rhyzodiastes liratus es una especie de escarabajo terrestre, categorizada en la tribu Clinidiini, de la subfamilia Rhysodinae. Se atribuye su descripción al entomólogo de origen inglés Edward Newman, quien la citó por primera vez en 1838.

## Descripción
La especie mide 6,2–7,5 mm de longitud (0,24 a 0,30 pulgadas). Cuenta con mechones o pelaje a lo largo de todo su cuerpo, la cabeza es alargada con una longitud máxima de 1,38 mm, lóbulo alargado, ojos relativamente anchos y semicirculares. Pronoto bastante alargado de aproximadamente 1,83 cm. Élitros alargados y convexos.

## Distribución
Se distribuye por la parte sureste de Brasil, entre los estados de Bahía y São Paulo.